# Wendy Ingraham
Wendy Ingraham (* 31. Januar 1964) ist eine ehemalige amerikanische Triathletin und mehrfache Ironman-Siegerin (1995–2001).

## Werdegang
Die Ex-Schwimmerin aus Kalifornien dominierte in den Jahren 1998 bis 2000 auf der Triathlon-Langdistanz (3,86 km Schwimmen, 180,2 km Radfahren und 42,195 km Laufen) die ersten Ironman-Austria-Austragungen und später wurde sie in Klagenfurt noch je einmal Zweite und Dritte.
Auf Hawaii (Ironman Hawaii: Ironman World Championships) erreichte sie bei fünfzehn Teilnahmen nicht weniger als neun Top-10-Plätze: Fünfmal beendete sie den Wettkampf unter den besten Fünf, dreimal als Vierte. Ihr Spitzname ist Wingnut.

1997 lieferten sich Wendy Ingraham und Sian Welch ein packendes Duell auf der Zielgeraden des Ironman Hawaii, als beide dehydriert und entkräftet umkippten, nur noch ins Ziel kriechen konnten und Ingraham dann noch knapp vor Welch den vierten Rang erreichte.

## Sportliche Erfolge
| Datum/Jahr    | Rang | Wettbewerb                                 | Austragungsort    | Zeit     | Bemerkung                                                               |
| ------------- | ---- | ------------------------------------------ | ----------------- | -------- | ----------------------------------------------------------------------- |
| 8. Nov. 2003  | 4    | Ironman Florida                            | Panama City       | 09:46:38 |                                                                         |
| 6. Juli 2003  | 3    | Ironman Austria                            | Klagenfurt        | 09:24:21 |                                                                         |
| 22. Juni 2002 | 4    | Ironman France                             | Nizza             | 10:26:10 |                                                                         |
| 2002          | 2    | Ironman Japan                              | Gotō-Inseln       |          | zweiter Rang hinter Paula Newby-Fraser                                  |
| 2002          | 3    | Ironman Wisconsin                          | Madison           | 10:19:57 |                                                                         |
| 1. Juli 2001  | 2    | Ironman Austria                            | Klagenfurt        | 09:19:00 |                                                                         |
| 2001          | 1    | Ironman Brasil                             | Florianópolis     | 09:10:02 |                                                                         |
| 23. Juli 2000 | 1    | Ironman Austria                            | Klagenfurt        | 09:12:54 |                                                                         |
| 14. Okt. 2000 | 8    | Ironman Hawaii                             | Hawaii            | 09:54:14 |                                                                         |
| 1999          | 9    | USA Triathlon Elite National Championships | Chicago           | 02:12:21 |                                                                         |
| 12. Juli 1999 | 1    | Ironman Austria                            | Klagenfurt        | 09:02:25 | persönliche Bestzeit auf der Ironman-Distanz                            |
| 23. Mai 1998  | 2    | Ironman Lanzarote                          | Puerto del Carmen | 10:07:06 |                                                                         |
| 1998          | 1    | Ironman Austria                            | Klagenfurt        | 09:16:22 |                                                                         |
| 18. Okt. 1997 | 4    | Ironman Hawaii                             | Hawaii            | 09:51:31 | Zieleinlauf auf allen vieren – knapp vor der US-Amerikanerin Sian Welch |
| 4. Mai 1997   | 10   | St. Croix Triathlon                        | Saint Croix       | 02:59:49 |                                                                         |
| 14. Apr. 1997 | 2    | Ironman Australia                          | Port Macquarie    | 09:25:50 |                                                                         |
| 1995          | 1    | Ironman Australia                          | Port Macquarie    | 09:43:16 |                                                                         |
| 15. Okt. 1994 | 4    | Ironman Hawaii                             | Hawaii            | 09:46:02 |                                                                         |
| 1993          | 7    | USA Triathlon Elite National Championships | Cleveland         | 02:06:18 |                                                                         |

(DNF – Did Not Finish)